# О’Нилл, Эд
Эд О’Нилл (англ. Ed O’Neill; род. 12 апреля 1946, Янгстаун, Огайо, США) — американский актёр, наиболее известный по ролям Эла Банди в сериале «Женаты… с детьми» и Джея Притчетта в «Американской семейке». Двукратный номинант на «Золотой глобус», трёхкратный номинант на «Эмми».

## Биография
Эдвард О’Нилл Младший родился 12 апреля 1946 года в семье ирландских католиков, в городе Янгстаун, штат Огайо. Мать Эда, Руф Энн Куинлан была домохозяйкой и социальным работником, а отец, Эдвард Филипп О’Нилл работал сталелитейщиком. Помимо Эда, в семье было также две сестры и два брата, которые были младше Эда.
О’Нилл в начале перепробовал множество профессий, сначала Эд был сталелитейщиком, как его отец, затем работал барменом и продавцом подержанных машин. Во время учёбы в Колледже Государственного Университета Янгстауна, Эд успевал изучать искусство, особенно театральное, и историю в Колледже Университета Огайо. Эд любил спорт и первоначально предпочёл играть в американский футбол за университетские команды Университета Огайо и Университета Янгстауна. В 1969 году О’Нилл даже был взят на просмотр в клуб «Питтсбург Стилерз», однако Эда в команду не взяли. После такого неутешительного опыта, Эд решил вернуться к актёрской профессии, в Янгстауне О’Нилл принял участие в прослушивании для одного актёрского агентства. Получив незначительную роль он решил вернуться в Университет Янгстауна. В течение того времени, Эд постоянно играл в местном театре, а также преподавал в Средней школе Урсулайн.
Также Эд имеет чёрный пояс по бразильскому джиу-джитсу.
В 1977 году Эд решил окончательно посвятить свою жизнь актёрской профессии. Он переехал в Нью-Йорк и довольно долго жил в Имперской Гостинице на 79-й улице. Он получил работу как помощник, которую он называет «худшей работой в мире», и начал пробоваться в местных театрах. Первый актёрский прорыв для О’Нилла случился в 1979 году, когда он был избран на главную роль в бродвейском мюзикле «Нокаут». В 1972 году Эд получил эпизодическую роль в триллере «Избавление», у О’Нилла была только одна реплика в фильме. В 1980 году Эд снялся в фильме Уильяма Фридкина «Разыскивающий», в главной роли которого был Аль Пачино.
Однажды Эд играл роль в сериале «Мыши и Мужчины», после чего ему предложили сыграть в комедийном телесериале «Женаты… с детьми». Начиная с первого эпизода «Женатого… с детьми» в 1987 году, Эд неизменно оставался ведущим актёром этого комедийного сериала. С 1987 по 1997 годы было снято 262 серии. Сериал был 8 раз номинирован на премию «Эмми» и 7 раз на «Золотой глобус».
О’Нил женат на актрисе и танцовщице Кэтрин Русофф, у них двое детей.

## Фильмография
| Год       |     | Русское название                                 | Оригинальное название                         | Роль                        |
| --------- | --- | ------------------------------------------------ | --------------------------------------------- | --------------------------- |
| 1980      | ф   | Разыскивающий                                    | Cruising                                      | детектив Шрайбер            |
| 1980      | тф  | День, когда женщины стали равными                | The Day the Women Got Even                    | Эд                          |
| 1980      | ф   | Псы войны                                        | The Dogs Of War                               | Терри                       |
| 1981      | с   | Другой мир                                       | Another World                                 | Ленни                       |
| 1982      | тф  | Фаррелл — за народ                               | Farrell for the People                        | детектив Джей Бреннан       |
| 1982      | кор | —                                                | Supervisors                                   | Стэнли                      |
| 1983      | тф  | Когда твой возлюбленный уходит                   | When Your Lover Leaves                        | Мэк Шер                     |
| 1984      | с   | Полиция Майами                                   | Miami Vice                                    | Артур Лоусон / Арти Роллинс |
| 1985      | с   | Охотник                                          | Hunter                                        | Дэн Колсон                  |
| 1985      | тф  | Брейкер                                          | Braker                                        | Дэнни Бакнер                |
| 1985      | с   | Уравнитель                                       | The Equalizer                                 | доктор                      |
| 1986      | тф  | Победитель никогда не сдаётся                    | A Winner Never Quits                          | Уайти Уишнер                |
| 1986      | тф  | —                                                | Popeye Doyle                                  | Попи Дойл                   |
| 1986      | с   | Спенсер                                          | Spenser: For Hire                             | Бадди Алмейда               |
| 1987      | тф  | Право на смерть                                  | Right to Die                                  | н/д                         |
| 1987—1997 | с   | Женаты… с детьми                                 | Married… with Children                        | Эл Банди                    |
| 1988      | тф  | —                                                | Police Story: Gladiator School                | сержант Стэнли Бивенс       |
| 1988      | с   | Звонящий в полночь                               | Midnight Caller                               | Хэнк                        |
| 1989      | ф   | Дезорганизованная преступность                   | Disorganized Crime                            | Джордж Денвер               |
| 1989      | ф   | К-9                                              | K-9                                           | Бренниган                   |
| 1990      | тф  | День Земли, специальный выпуск                   | The Earth Day Special                         | Эл Банди                    |
| 1990      | ф   | Приключения Форда Фэрлейна                       | The Adventures of Ford Fairlane               | лейтенант Эймос             |
| 1990      | ф   | Братья-сёстры, соперники-соперницы               | Sibling Rivalry                               | Уилбер Мини                 |
| 1990      | тф  | —                                                | A Very Retail Christmas                       | Макс Крэндолл               |
| 1991      | тф  | Местонахождение Дженни                           | The Whereabouts of Jenny                      | Джимми О’Мира               |
| 1991      | с   | —                                                | Top of the Heap                               | Эл Банди                    |
| 1991      | ф   | Датч                                             | Dutch                                         | Датч Дули                   |
| 1992      | ф   | Мир Уэйна                                        | Wayne’s World                                 | Глен                        |
| 1992      | с   | —                                                | Saturday Night’s Main Event                   | Эл Банди                    |
| 1993      | ф   | Мир Уэйна 2                                      | Wayne’s World 2                               | Глен                        |
| 1993      | тф  | Игра Ника                                        | Nick’s Game                                   | Рон Хоторн                  |
| 1994      | ф   | Азартная игра                                    | Blue Chips                                    | Эд                          |
| 1994      | ф   | Маленькие великаны                               | Little Giants                                 | Кевин О’Ши                  |
| 1995      | тф  | Странный мир                                     | W.E.I.R.D. World                              | доктор Моночиан             |
| 1997      | ф   | Префонтейн                                       | Prefontaine                                   | Билл Деллинджер             |
| 1997      | ф   | Испанский узник                                  | The Spanish Prisoner                          | тим-лидер ФБР               |
| 1999      | ф   | Власть страха                                    | The Bone Collector                            | детектив Поли Селлитто      |
| 2000      | с   | Десятое королевство                              | The 10th Kingdom                              | Шутник, король троллей      |
| 2000      | ф   | Счастливые номера                                | Lucky Numbers                                 | Дик Симмонс                 |
| 2001      | ф   | Ничей ребёнок                                    | Nobody’s Baby                                 | Норман Пинкни               |
| 2001      | с   | —                                                | Big Apple                                     | детектив Майкл Муни         |
| 2003—2004 | с   | Прочная сеть                                     | Dragnet                                       | лейтенант Джо Фрайдей       |
| 2004      | ф   | Спартанец                                        | Spartan                                       | Роберт Берч                 |
| 2004      | тф  | В игре                                           | In the Game                                   | Базз                        |
| 2004—2005 | с   | Западное крыло                                   | The West Wing                                 | губернатор Эрик Бейкер      |
| 2005      | с   | 8 простых правил для друга моей дочери-подростка | 8 Simple Rules for Dating My Teenage Daughter | Мэтт                        |
| 2005      | кор | —                                                | Steel Valley                                  | конгрессмен Кардон          |
| 2006      | с   | Двадцать славных лет                             | Twenty Good Years                             | Брок Мэнли                  |
| 2006      | с   | Отряд «Антитеррор»                               | The Unit                                      | Уильям Партч                |
| 2006      | тф  | —                                                | Inseparable                                   | Алан                        |
| 2007      | с   | Джон из Цинциннати                               | John from Cincinnati                          | Билл Джекс                  |
| 2008      | ф   | Красный пояс                                     | Redbelt                                       | голливудский продюсер       |
| 2009      | с   | —                                                | Star-ving                                     | в роли самого себя          |
| 2009—2020 | с   | Американская семейка                             | Modern Family                                 | Джей Притчетт               |
| 2010      | кор | —                                                | Lost Masterpieces of Pornography              | главный судья               |
| 2011      | мс  | Сорвиголова Кик Бутовски                         | Kick Buttowski: Suburban Daredevil            | дедушка                     |
| 2011      | мс  | Умелец Мэнни                                     | Handy Manny                                   | мэр Джонсон                 |
| 2012      | мс  | Пингвины из Мадагаскара                          | The Penguins of Madagascar                    | Орсон                       |
| 2012      | мф  | Ральф                                            | Wreck-It Ralph                                | мистер Литвак               |
| 2015      | ф   | Антураж                                          | Entourage                                     | в роли самого себя          |
| 2015      | мс  | Гриффины                                         | Family Guy                                    | Бад Свонсон                 |
| 2016      | мф  | В поисках Дори                                   | Finding Dory                                  | Хэнк                        |
| 2017      | ф   | Солнечные псы                                    | Sun Dogs                                      | Боб Гаррити                 |
| 2018      | мф  | Ральф против интернета                           | Ralph Breaks the Internet                     | мистер Литвак               |
| 2019      | с   | Странный город                                   | Weird City                                    | Барт                        |
| 2019      | с   | —                                                | This Giant Beast That is the Global Economy   | приглашённая звезда         |
| 2020      | ф   | Последняя смена                                  | The Last Shift                                | Дейл                        |